# Liesbeth Henderickx
Liesbeth Henderickx (Aalst, 1991) is een Belgische beeldhouwster. Zij woont en werkt in Gent. Kenmerkend is haar ecologisch bewustzijn voor de historiek en oorsprong van de materialen die ze in haar kunst verwerkt. Haar beeldhouwwerken zijn samengesteld uit verschillende soorten gerecycleerde stenen en puin, dikwijls aangevuld met textielkunst en een link naar de architectuur.

## Biografie
Na haar middelbare studies ging Liesbeth Henderickx beeldhouwkunst volgen aan de Koninklijke Academie voor Schone Kunsten in Gent (KASK) waar ze in 2015 afstudeerde.
Haar talent werd snel ontdekt. In 2015 kon ze in Waregem deelnemen aan de groepstentoonstelling  "Don't look a gift horse in the mouth" in de kunstgalerij "The Stable". In 2016 werd ze winnaar van de Belgische "Nationale prijs voor beeldhouwkunst Mark Macken".
In 2017-2018 kon ze een postgraduaat in de beeldende kunsten volgen aan het Hoger Instituut voor Schone Kunsten (HISK) in Gent, waar ze afstudeerde als "laureaat".
Het volgende jaar was Liesbeth Henderickx residente bij Arte Ventura in Spanje, een initiatief van Hilde van Gorp met nadruk op proces, onderzoek en experiment, als onderdeel van het artistieke werk.
In het coronajaar 2020 ontving ze samen met Kasper De Vos het "Bohuslän Stenstipendium" van de Collectieve Kunstenaarswerkplaats Bohuslän, de belangrijkste Zweedse internationale werkbeurs, in de vorm van een residentie voor beeldhouwers. Zij kon in de werkplaatsen van Bohuslän kunst beoefenen en daarnaast deelnemen aan een uitgebreid programma in het kader van een internationale culturele uitwisseling.
Het volgende jaar kon ze gedurende enkele weken ervaring opdoen als residente in de gemeenschappelijke werkplaatsen van de Cona Foundation in Mumbai in India en het jaar daarna, in 2022, bij De Koer in Gent, waar ze werkte aan een project rond de combinatie van textiel en architectuur. 
In 2023 werd ze gekozen om het kunstwerk "Bouwerkrans" te vervaardigen voor de prestigieuze prijs Belgische 'Prijs Wivina Demeester voor Excellent Bouwheerschap'.
Dat zelfde jaar was haar werk te zien op de Amsterdamse Sculptuur Biënnale.

## Oeuvre
In haar beeldhouwkunst creëert ze met  een combinatie van gerecycleerde materialen een nieuwe expressieve constructie. Na de selectie van bouwelementen volgt een langzame meditatieve fase. Elke steen wordt  onderzocht en gesorteerd op soort, kleur en vorm om zijn geschikte plaats te bepalen in het eindconcept. Daarna worden ze bewerkt met traditionele technieken. Ze heeft een voorkeur voor traditionele materialen die in de bouwkunde een toepassing krijgen, meestal puin of natuursteen. Haar uitgangspunt is vaak een primitieve cirkelvorm die ze architecturaal in 3D omzet, waarin interieur en exterieur met elkaar verweven zijn. Ze begeleidt haar werken dikwijls met textielkunst.
Soms gebruikt ze methodes of patronen uit de textielbewerking, zoals breien en haken, om haar stenen sculpturen vorm te geven. Meerdere sculpturen en textielkunstwerken worden soms samengebracht in een installatie.
Zij is gefascineerd door het verleden van haar gerecycleerde materialen, zoals natuursteen, baksteen, beton, composiet of aardewerk. De steengroeve, het oorspronkelijke gebouw of constructie en de vindplaats laten sporen van herinnering en veranderlijkheid na in haar nieuwe constructie.
Met haar kunst wil Henderickx een ecologische boodschap over de harmonie tussen mens en materiaal en lichaam en architectuur brengen. Ze wil de schoonheid tonen van de grondstoffen waarmee de mens dagelijks als in aanraking komt als vanzelfsprekende elementen in het verstedelijkt landschap. Op deze wijze wil ze de toeschouwer op een ecologische wijze doen reflecteren op het organisch karakter van deze schijnbaar evidente bouwmaterialen.

## Musea
Haar werk "Knoop" werd verworven door de Vlaamse Gemeenschap en in bruikleen gegeven aan het SMAK.  Eén van de exemplaren van het  werk "Bouwerkrans" werd verworven door het Museum van Kortrijk.

## Onderscheiding
2016:  winnaar van de Belgische "Nationale prijs voor beeldhouwkunst Mark Macken"

## Tentoonstellingen (selectie)
Zij is sinds 2015 regelmatig aanwezig op groeps- en solotentoonstellingen. Haar werk is te zien in verschillende galerijen, zoals de Eva Steynen Gallery en de Fred & Ferry Gallery, de haar vertegenwoordigt
- 2023: Amsterdam Sculptuur biennale[14]

- 2023 Antwerpen: Fred & Ferry Gewand[16]

- 2022 Seoul Artcenter Jeondeong 1928: If you are happy, I will be happy too,[21]
- 2022  Antwerpen LSS Paleis "History of the Future"[23]
- 2022 Brussels, Contempory Art Fair[24]
- 2021  Veurne, Emergent: Tangled Embrace, Emergent[3]
- 2021 Antwerpen Fred & Ferry: Bovenkamer[25]
- 2021  Bohuslan, Zweden: Udden skulptur Festival[26]
- 2021 Antwerpen Fred & Ferry: Unraveled Entanglement[19]
- 2020  Eindhoven, Ixhxb: As Good a Place to Start as Any[27]
- 2020 Aalst (coronakrant):  Une Quarantaine[28]
- 2019  Antwerpen, Marion Decannière: Paved Flowers[29]
- 2019 Schoten, Kunst in Opdracht[30]
- 2018 Gent, Hisk: Show me tomorrow, we will go there[31]
- 2018 Kortrijk Dash, On Materiality [32]
- 2018 Antwerpen, Kunsthal Extra City: Soft Elements of some violent tendencies [33]
- 2017 Gent, Croxhapox:  All you need is the lavatory[34]
- 2016 Brussel, Rudolphe Janssen: Balls & Glory [35]
- 2015 Waregem, The Stable: Don't look a gift horse in the mouth[5]